# Конвергенция за социальную демократию (Экваториальная Гвинея)
Конвергенция за социал-демократию (исп. Convergencia para la Democracia Social, CPDS) — единственная крупная (и представленная в парламенте) оппозиционная партия в Экваториальной Гвинее.
Партию возглавляет Председатель и секретарь в настоящее время — Сантьяго Обама Ндонг (председатель) и Андрес Эсоно Ондо (секретарь). Генеральный секретарь является лидером партии, а секретарю отведена роль модератора.

## История
Работала неофициально и издавала сообственную газету «Ла Вердад» («Правда») в начале 1990-х. Была официально зарегистрирована в феврале 1993 года. Партия была основана Секундио Ойоно Эду-Ангонг. Партия провела свой второй национальный конгресс в Бате в феврале 2001 года. Пласидо Мико Абого был единственным кандидатом СПДС, который смог получить место в парламенте на выборах 1999 года. Кандидатом в декабре 2002 года на президентских выборах был Селестино Бонифачо Бакале, которого сняли с выборов вместе с другими оппозиционными кандидатами из-за предполагаемого мошенничества и запугивания, но при этом его фамилия, осталась в бюллетене и он набрал 2,2 % голосов; Президент Теодоро Обианг Нгема Мбасого от Демократической партии Экваториальной Гвинеи набрал 97,1 %.
На парламентских выборах в апреле 2004 года партия получила два места из ста в Палата депутатов (Экваториальная Гвинея). В ходе парламентских выборов в мае 2008 года и выборов 2013 года она выиграла одно из ста мест; это место занял Пласидо Мико Абого.
Является членом Социнтерна.